# Barry Larkin
Barry Louis Larkin (Cincinnati, 28 aprile 1964) è un giocatore di baseball statunitense che ha giocato nel ruolo di interbase nella Major League Baseball (MLB). È stato introdotto nella National Baseball Hall of Fame nel 2012.

## Carriera

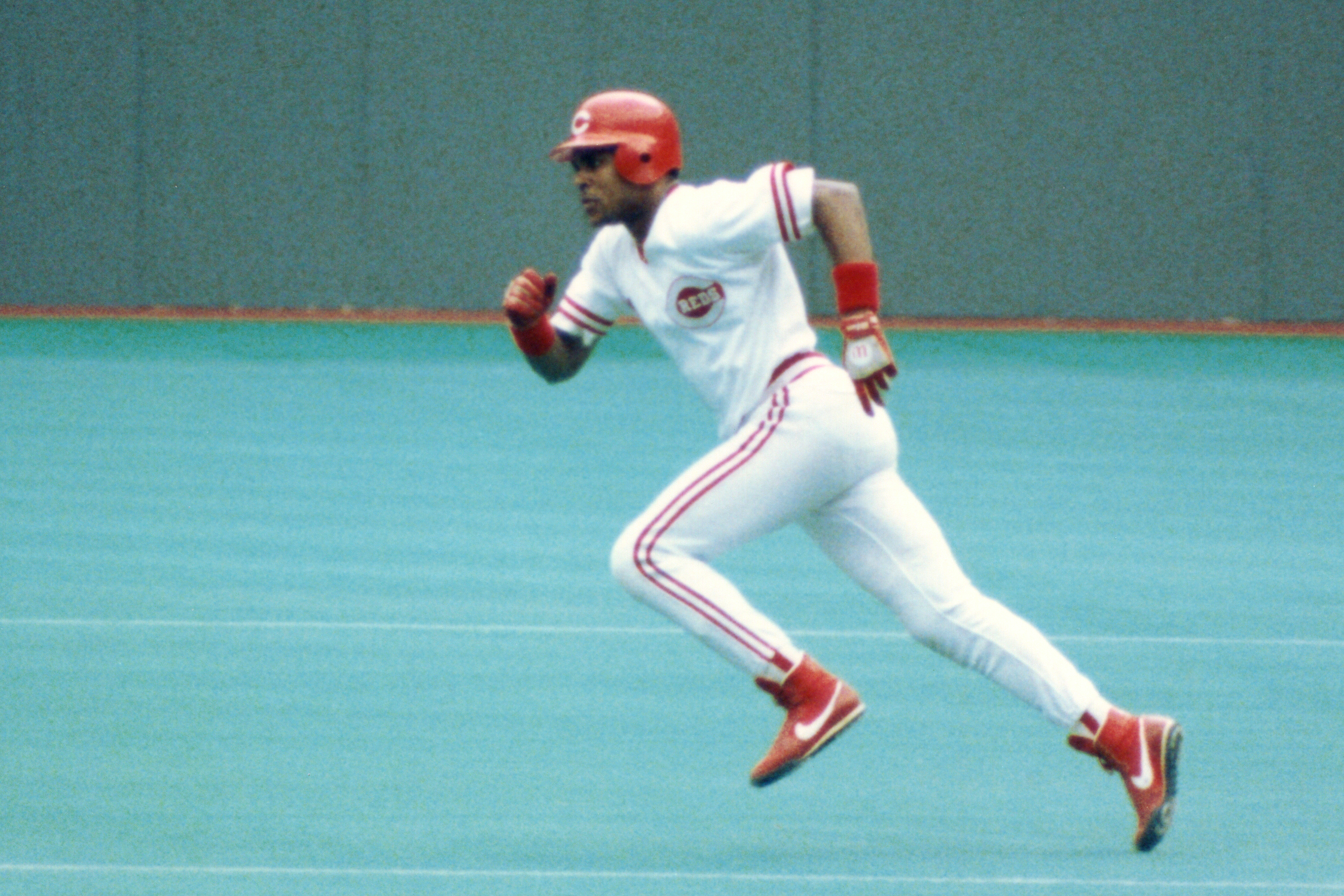
Larkin nel 1990

Nato e cresciuto a Cincinnati, Larkin frequentò la University of Michigan, dove giocò nella squadra di baseball. In seguito giocò brevemente nelle minor league prima di debuttare nella MLB con i Cincinnati Reds nel 1986, squadra con cui passò tutta la carriera. Divenuto in breve tempo l'interbase titolare, ebbe una lunga serie di stagioni produttive per i Reds, culminate dalla vittoria delle World Series 1990 per 4-0 sugli Oakland Athletics. Durante quella serie mantenne una media battuta di .353. Il 27 e 28 giugno 1991, Larkin divenne il primo interbase della storia a battere 5 fuoricampo complessive in due gare consecutive. Nel 1996 divenne il primo interbase di sempre a battere 30 fuoricampo e a rubare 30 basi nella stessa stagione.
Larkin faticò a causa degli infortuni dal 1997 al 2003, prima di tornare in forma nella sua ultima stagione nel 2004 quando fu convocato per il 12º All-Star Game dopo avere tenuto una media battuta di .289.
Larkin è considerato uno dei migliori giocatori della sua epoca, vincitore di nove Silver Slugger Award, di tre Guanti d'oro e del titolo di MVP della National League nel 1995 quando batté con .319 e rubò 51 basi, diventando il primo interbase a conquistare tale premio da Maury Wills nel 1962.

## Biografia
Suo figlio Shane è un cestista professionista, che ha giocato anche nella NBA.

## Palmarès

### Club
- World Series: 1

Cincinnati Reds: 1990

### Individuale
- MVP della National League: 1

1995
- MLB All-Star: 12

1988–1991, 1993–1997, 1999, 2000, 2004
- Guanti d'oro: 3

1994–1996
- Silver Slugger Award: 9

1988–1992, 1995, 1996, 1998, 1999
- Numero 11 ritirato dai Cincinnati Reds